# Конусов, Бейсембай
Бейсембай Конусов (1901 год, село Сауран, Туркестанский край? Российская империя — дата и место смерти неизвестны) — колхозник, табунщик, Герой Социалистического Труда (1948).

## Биография
Родился в 1901 году в селе Сауран (сегодня входит в городскую администрацию города Туркестана Южно-Казахстанской области, Казахстан). До 1929 года занимался батрачеством. В 1929 году вступил в колхоз имени Ленина Фрунзенского района Чимкентской области. Работал табунщиком. В 1957 году перешёл на работу в колхоз имени Куйбышева Туркестанского района Чимкентской области.
В 1947 году Бейсембай Конусов вырастил 70 жеребят от 70 кобыл. За этот трудовой подвиг удостоен в 1948 году звания Героя Социалистического Труда.
В 1965 году вышел на пенсию.

## Награды
- Герой Социалистического Труда — указом Президиума Верховного Совета СССР от 23 июля 1948 года;
- орден Ленина (1948).